# مسجد شيخ سليمان (إسطنبول)
مسجد شيخ سليمان (بالتركية: Şeyh Süleyman Mescidi) هو مسجد في إسطنبول تم تحويله من مبنى بيزنطي سابق كان جزءًا من جامع زيرك كليسة الأرثوذكسي. ماهية استخدامه أثناء العصر البيزنطي غير واضحة. يعد المبنى الصغير مثالاً بسيطًا للعمارة البيزنطية في القسطنطينية.

## الموقع
يقع المبنى في منطقة الفاتح على بعد حوالي 120 مترًا جنوب غرب كنيسة بانتوكراتور السابقة، التي هي الآن جزء من جامع زيريك كليسة.